# Rádjajohka
Rádjajohka, finska: Rajajoki är ett vattendrag på gränsen mellan Finland och Norge. Vattendraget utgör gränsflod mellan Finland och Norge och  ingår i Tana älvs huvudavrinningsområde.  Den rinner ut i Kietsimäjoki.